# Apocephalus mucronatus
Apocephalus mucronatus är en tvåvingeart som beskrevs av Borgmeier 1958. Apocephalus mucronatus ingår i släktet Apocephalus och familjen puckelflugor. Inga underarter finns listade i Catalogue of Life.